# Enrique Escudero Serrano
Enrique Escudero Serrano (geb. 1914 in Saragossa; gest. 1945 bei Küstrin) war ein (republikanischer) spanischer  und sowjetischer Offizier.

## Biografie
Serrano machte eine Ausbildung zum Berufssoldaten und trat 1936 der Partido Comunista de España bei.
Nach Ausbruch des Spanischer Bürgerkriegs schloss er sich den Volksmilizen und später der Volksarmee der Republik an. Anfang 1937 wurde er zum Chef des 129. Bataillons der 33. Brigada Mixta an der Madrider Front ernannt. Er hatte den Rang eines Majors der Milizen inne. An der Spitze seiner Einheit wurde er an die Front von Jarama, um die XI. Internationale Brigade zu unterstützen, geschickt. Auch in der Schlacht bei Guadalajara kämpfte seine Einheit. Im Frühjahr 1938 übernahm Escudero das Kommando über die 33. gemischte Brigade und nahm am Aragonfeldzug teil. Im Oktober später übernahm er das Kommando über die neu gebildete 13. gemischte Brigade – früher die XIII. Internationale Brigade – und griff in die Kämpfe am Ebro ein.
Am Ende des Bürgerkrieges ging er zusammen mit anderen spanischen Kommunisten in die Sowjetunion, die ab 1937 ca. 4500 Spanier aufnahm. Im franquistischen Spanien wurde gegen ihn ermittelt. Einmal, weil er Kommunist war, dann wegen seines militärischen Engagement auf Seiten der Republik, was als Rebellion gesehen wurde. Während des Zweiten Weltkriegs trat er als Freiwilliger in die Rote Armee ein. Er gehörte der sogenannten „Brigada de Designación Especial“ an, einer Guerilla-Einheit aus spanischen Exilanten. Escudero starb im Frühjahr 1945 als Leutnant der sowjetischen 5. Stoßarmee unter Nikolai Erastowitsch Bersarin im Sektor des Brückenkopfes von Küstrin beim Übergang über die Oder. Von Küstrin waren es noch 65 km nach Berlin.
Er hinterließ seine Witwe Justa Moreno Laso (* 1918, Valladolid-?).